# Jacqueline Bracamontes
Jacqueline Ivonne Bracamontes Van Hoorde (Guadalajara, Jalisco, México; 23 de diciembre de 1979), conocida como Jacqueline Bracamontes, es una actriz mexicana, ganadora del concurso nacional Nuestra Belleza México y participante en el concurso Miss Universo 2001.

## Biografía
Nació en Guadalajara en 1979, hija de Jesús Bracamontes, quien fue entrenador del equipo de fútbol de las Chivas; y de Jacqueline Van Hoorde, una mexicana de ascendencia belga. Es la mayor de dos hermanos, Aline y Jesús.
Cuando regresó a México, comenzó a trabajar como modelo para algunas revistas de moda juveniles; también inició actividades como modelo profesional en Guadalajara, realizando varios comerciales para televisión así como foto fija y de pasarela. 
Luego de verla en la portada de una revista, Lupita Jones, la directora del concurso Nuestra Belleza México (Miss México) la invitó a participar en dicho certamen.
En 2008 protagonizó la telenovela de comedia Las tontas no van al cielo, al lado de Jaime Camil y Valentino Lanús; además de conducir el programa de televisión De por vida.
En 2009 estelarizó Sortilegio, la nueva versión de la telenovela Tú o nadie que en 1985 protagonizó Lucía Méndez, ahora bajo la producción de Carla Estrada, junto a William Levy.
En ese mismo, interpreta la voz de doblaje de la película animada de DreamWorks, con voz de Susan Murphy/Genórmica de Monstruos vs. Aliens.
En 2010 participa en Estados Unidos de América en la obra de teatro Sortilegio, el show basada en la telenovela.
En 2012 incursiona como presentadora del reality show La voz México en su segunda edición de Televisa.
En enero de 2017, regresa a las telenovelas con una participación especial en la telenovela El bienamado, donde interpretará a Laura Urquidi.

## Vida personal
En 2011 se casó con Martín Fuentes. El 28 de marzo de 2013 nacieron sus mellizos Martín (fallecido a los pocos minutos de nacer) y Jacqueline. En julio de 2014 nace su segunda hija Carolina. En julio de 2016 nace su tercer hija Renata. El 16 de julio de 2018 anunció en su cuenta de Instagram su cuarto embarazo. El 20 de diciembre de 2018 da a luz a dos niñas, Paula y Emilia. Actualmente vive en Miami.

## Trayectoria

### Telenovelas
- Velvet: el nuevo imperio (2025) ... Ella misma[7]
- La suerte de Loli (2021) ... Mariana Torres[8]
- El bienamado (2017) ... Laura Urquidi de Serrano
- Sortilegio (2009) ... María José Samaniego Miranda / Sandra Samaniego Miranda
- Al diablo con los guapos (2008) ... Cándida "Candy" Morales Alcalde (cameo)[9]
- Las tontas no van al cielo (2008) ... Cándida "Candy" Morales Alcalde
- Mundo de fieras (2006) ... Ella misma
- Heridas de amor (2006) ... Miranda San Llorente de Aragón
- La fea más bella (2006) ... Magaly Ruiz Esparza
- Rubí (2004) ... Maribel de la Fuente
- Alegrijes y rebujos (2003-2004) ... Angélica Rivas
- ¡Vivan los niños! (2002-2003)... Hada de los Dientes
- Cómplices al rescate (2002) ... Jocelyn
- Entre el amor y el odio (2002) ... Leonela Montenegro de Valencia

### Programas y series de televisión
- Miss Universe Latina, el reality (2025) - Conductora[10]
- Miss Universo 2024 (2024) - Conductora
- Miss Universo 2023 (2023) - Conductora[11]
- Premios Billboard de la Música Latina (2023) - Conductora[12]
- Los 50 (2023-2024) - Conductora de la final[13]
- Mujeres Latinas en la Música de Billboard (2023) - Conductora[14]
- Miss Universo 2022 (2023) - Conductora[15]
- Hoy día (2022) - Conductora Invitada[16]
- Miss Universo 2021 (2021) - Conductora[17]
- Así se baila (2021) - Conductora[18]
- Latin American Music Awards (2019-2021) - Conductora[19]
- Miss Universo 2019 (2019) - Conductora
- La Voz Estados Unidos (2019-2020) - Conductora[20]
- Netas divinas (2018-2021) - Conductora[21]
- Viva el mundial y mas (2018) - Conductora[22]
- Nuestra belleza latina 2015 (2015) - Jueza
- Premios Univision deportes (2014-2015) - Conductora
- La voz México (2012-2017) - Conductora
- Estrella2 (2012) - Invitada
- Mujeres asesinas (2010) - Irma de los peces
- Premios lo nuestro a la música latina (2007)
- De por vida (2007)
- Mujer, casos de la vida (2005) - Margarita
- El Show de Cristina (2004-2005) - Ella misma
- La hora pico: El reventón (2003)
- Teleton (2002; 2006) - Conductora Invitada
- Comentarista deportiva (2002) - Conductora
- Miss Universo (2001) - Ella misma
- Nuestra belleza México (2000) - Ella misma
- Nuestra belleza Jalisco (2000) - Ella misma

### Cine
- Una Navidad no tan padre (2021) .... Alma[23]
- Un padre no tan padre (2016) .... Alma[24]
- Cuando las cosas suceden (2007) .... Hermana Lucía

### Teatro
- Sortilegio, el show (2010) ... María José Samaniego
- Un gallego en París (2006)

### Doblaje
- Monstruos vs. Aliens (2009) - Susan Murphy / Ginormica
- Hijo de Dios (2014) - Marta[25]

## Premios y nominaciones

### Premios TVyNovelas
| Año  | Categoría                 | Telenovela                 | Resultado |
| ---- | ------------------------- | -------------------------- | --------- |
| 2010 | Mejor actriz protagónica  | Sortilegio                 | Nominada  |
| 2009 | Mejor actriz protagónica  | Las tontas no van al cielo | Nominada  |
| 2007 | Mejor actriz protagónica  | Heridas de amor            | Nominada  |
| 2004 | Mejor revelación femenina | Alegrijes y Rebujos        | Ganadora  |

### Premios Bravo
| Año  | Categoría           | Nominado            | Resultado |
| ---- | ------------------- | ------------------- | --------- |
| 2007 | Revelación femenina | Un gallego en París | Ganadora  |

### Premios Juventud
| Año  | Categoría                   | Causa      | Resultado |
| ---- | --------------------------- | ---------- | --------- |
| 2010 | Chica que me quita el sueño | Ella misma | Ganadora  |
| 2010 | La mejor vestida            | Moda       | Nominada  |